# خايمي روزاليس
خايمي روزاليس (بالإسبانية: Jaime Rosales)‏ هو لاعب كرة قدم هندوراسي في مركز الدفاع، ولد في 8 يونيو 1978 في اولانتشيتو ‏ في هندوراس. شارك مع منتخب هندوراس لكرة القدم. أما مع النوادي، فقد لعب مع ريال إسبانيا ونادي بلاتنسي ونادي فيكتوريا ونادي كوميونيكيشنس ونادي ماراثون.

## وصلات خارجية
- خايمي روزاليس على موقع الاتحاد الدولي (مؤرشف)  (الإنجليزية)
- خايمي روزاليس على موقع قاعدة بيانات كرة القدم.إي يو (الإنجليزية)
- خايمي روزاليس على موقع ناشيونال فوتبول تيمز (الإنجليزية)
- خايمي روزاليس على موقع عالم كرة القدم.نت (الإنجليزية)
- خايمي روزاليس على موقع أوليمبيديا (الإنجليزية)